# Falun (commune)
Pour les articles homonymes, voir Falun (homonymie).
La commune de Falun (ou commune de Falu) est une commune du comté de Dalarna en Suède. 60 000 personnes y vivent. Son siège se trouve à Falun.

## Localités principales
Bengtsheden, Bjursås, Danholn, Falun, Grycksbo, Linghed, Sundborn, Svärdsjö, Sågmyra, Toftbyn, Vika.

## Jumelage
- Fredrikshamn, Finlande
- Grudziądz, Pologne
- Gütersloh, Allemagne
- Vordingborg, Danemark